# Digitales Unternehmenskonto
Mein Unternehmenskonto ist ein Benutzerkonto für Unternehmen in Deutschland auf Basis von Elster. Es dient im Sinne des Onlinezugangsgesetzes (OZG) Unternehmen als Zugang zu digitalen Dienstleistungen der Verwaltung. Wirtschaftlich handelnde Organisationen aller Art können sich mit Hilfe ihrer ELSTER-Zertifikate bei Online-Diensten anmelden, Anträge authentifiziert ausfüllen, absenden und perspektivisch Bescheide der angebundenen Verwaltungsleistungen über ein Postfach empfangen. Über die Nutzung von ELSTER-Zertifikaten können sie sich zukünftig vollständig digital identifizieren.
Auf der Seite „MUK Self Service Portal“ können sich Interessierte über die technische Anbindung der Schnittstelle des Unternehmenskontos informieren und in Zukunft die technische Anbindung dort anstoßen.

## Geschichte
Seit Anfang Juni 2021 ist das Unternehmenskonto bei ersten Pilotpartnern im Einsatz. Weitere Partner folgen seitdem sukzessive. Bisher ist das Unternehmenskonto auf 10 Partner-Portalen im Einsatz.
Am 7. Februar 2020 gaben das Bayerische Landesamt für Steuern sowie der Senator für Finanzen der freien Hansestadt Bremen bekannt, dass ein Unternehmenskonto auf Basis der ELSTER-Technologie entwickelt werden soll. Der IT-Planungsrat beauftragte Bayern und Bremen damit, das Unternehmenskonto für alle Bundesländer auszurollen.